# Gene Anderson
Eugene Avon Anderson (Saint Paul, 4 de octubre de 1939-Huntersville, 31 de octubre de 1991) fue un luchador y mánager de lucha libre profesional estadounidense. Es mejor conocido por ser la mitad del tag team The Minnesota Wrecking Crew, primero con Lars Anderson y luego con Ole Anderson. 
Fue un luchador destacado de la National Wrestling Alliance (NWA) desde finales de la década de 1960, apareciendo con promociones que incluyen la American Wrestling Association (AWA), Georgia Championship Wrestling (GCW) y Mid-Atlantic Championship Wrestling (ACW). The Minnesota Wrecking Crew fue nombrado «Equipo en parejas del año» por Pro Wrestling Illustrated en 1975 y 1977.

## Primeros años de vida
Anderson nació en Saint Paul, Minnesota, hijo de Royal Anderson y Pauline Sergeant. Compitió en lucha libre amateur mientras asistía a la secundaria South Saint Paul, convirtiéndose en campeón estatal. Asistió a la Escuela de Ciencias Estatal de Dakota del Norte.

## Carrera en lucha libre profesional

### Carrera temprana (1958-1961)
Anderson fue entrenado por Verne Gagne, debutando en 1958. Pasó varios años luchando en Calgary, Alberta, Canadá para Stampede Wrestling.

### American Wrestling Association (1961-1966)
Anderson se unió a la American Wrestling Association (AWA) con sede en Mineápolis, Minnesota, en 1961. En 1965, formó el tag team The Minnesota Wrecking Crew con Lars Anderson, quien fue anunciado como su hermano.

### Georgia Championship Wrestling (1963, 1967, 1974-1981)
Anderson hizo su primera aparición con la promoción Georgia Championship Wrestling (GCW) con sede en Atlanta, Georgia, en 1963. En 1967, él y Lars Anderson ostentaron el Campeonato en Parejas del Sur de la NWA (versión de Georgia) en dos ocasiones. El dúo también ganó el Campeonato Mundial en Parejas de la NWA (versión de Georgia) en abril de 1967, dejando vacante el campeonato ese mismo año. Anderson reanudó la lucha libre para Georgia Championship Wrestling (GCW) a mediados de la década de 1970, esta vez con Ole Anderson como compañero. El dúo celebró tanto el Campeonato en Parejas de NWA Macon como el Campeonato en Parejas del Sureste de NWA (versión de Georgia) en una ocasión en 1974, y el Campeonato en Parejas de NWA Georgia en siete ocasiones entre 1974 y 1977.

### Mid-Atlantic Championship Wrestling (1966-1985)
En 1966, Anderson (junto con Lars) comenzó a luchar regularmente para la promoción Mid-Atlantic Championship Wrestling (MACW), con sede en Charlotte, Carolina del Norte. Después de que Lars se mudó a Hawái en 1969, Anderson reformó el tag team con Ole Anderson, quien también fue anunciado como su hermano. Entre 1970 y 1975, él y Ole Anderson ganaron el Campeonato en Parejas de la Costa Atlántica de la NWA (rebautizado como Campeonato en Parejas del Atlántico Medio de la NWA en 1973) en seis ocasiones. El 29 de enero de 1975, el dúo fue coronado como los inaugurales Campeones Mundiales en Parejas de la NWA (versión del Atlántico Medio). Continuaron ganando el campeonato en seis ocasiones más . El reinado final del dúo terminó cuando perdieron el campeonato en diciembre de 1981 después de que Anderson sufriera una lesión. En 1979, Anderson tomó el control del stable de luchadores de Buddy Rogers, llamándolo «Anderson's Army». Entre 1979 y 1981, Anderson dirigió a luchadores como The Iron Sheik, Jimmy Snuka, The Masked Superstar e Ivan Koloff. El grupo se disolvió cuando Anderson reformó The Minnesota Wrecking Crew con Ole Anderson. En 1982, Anderson se unió al stable de Oliver Humperdink, House ofe Humperdink. Humperdink actuó como mánager de Anderson por el resto de su tiempo en Mid-Atlantic Championship Wrestling (MACW).

### Retiro (1985-1991)
Anderson luchó en su último combate en 1985. Anderson dirigió una escuela de lucha libre profesional con Nelson Royal. Los luchadores entrenados por Anderson incluyeron a Ken Shamrock. Más tarde, Anderson se convirtió en ayudante del sheriff de Carolina del Norte.

## Vida personal
Anderson estaba casado con Edith «Edie» Anderson (de soltera Simpson). La pareja tuvo un hijo, Brad, que también se convirtió en luchador profesional, además de dos hijas, Alicia Anderson y Pauline Anderson. Anderson había acumulado múltiples lesiones en el cuello a lo largo de su carrera en la lucha libre profesional, lo que como resultado le hacía temblar constantemente. 

## Muerte
Anderson murió de un ataque cardíaco repentino el 31 de octubre de 1991, mientras asistía a un evento de capacitación policial en Huntersville, Carolina del Norte.

## Campeonatos y logros
- Georgia Championship Wrestling

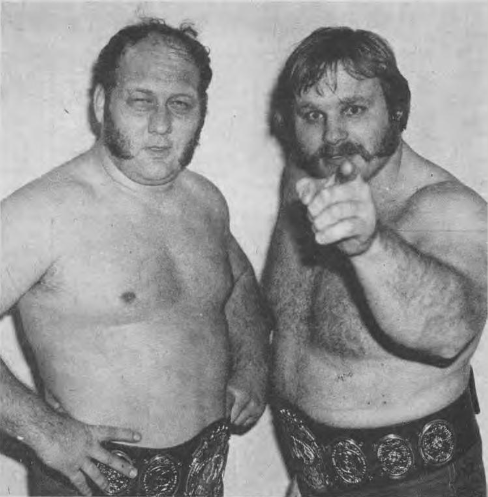
Gene (izquierda) como campeón en parejas junto a Ole Anderson, c. 1982.

  - NWA Georgia Tag Team Championship (7 veces) - con Ole Anderson[3]
  - NWA Macon Tag Team Championship (1 vez) - con Ole Anderson
  - NWA Southeastern Tag Team Championship (Georgia version) (1 vez) - con Ole Anderson[15]
  - NWA Southern Tag Team Championship (Georgia version) (2 veces) - con Lars Anderson[16]
  - NWA World Tag Team Championship (Georgia version) (1 vez) - con Lars Anderson
- Mid-Atlantic Championship Wrestling
  - NWA Mid-Atlantic Tag Team Championship (4 veces) - con Ole Anderson [3]
  - NWA Mid-Atlantic Tag Team Championship (2 veces) - con Ole Anderson [17]
  - NWA World Tag Team Championship (Mid-Atlantic version) (7 veces, inaugural) - con Ole Anderson
- National Wrestling Alliance
  - NWA Hall of Fame (promoción de 2010)
- Pro Wrestling Illustrated
  - PWI Tag Team of the Year (1975, 1977) - con Ole Anderson
  - PWI lo clasificó en el puesto #60 de los 100 mejores equipos durante los «años de PWI» con Ivan Koloff en 2003.